# Фрайштадт
Фрайштадт (нем. Freistadt) — город в Австрии, в федеральной земле Верхняя Австрия.
Входит в состав округа Фрайштадт. Население составляет 7457 человек (на 1 января 2007 года). Занимает площадь 12,9 км². Официальный код — 40601.

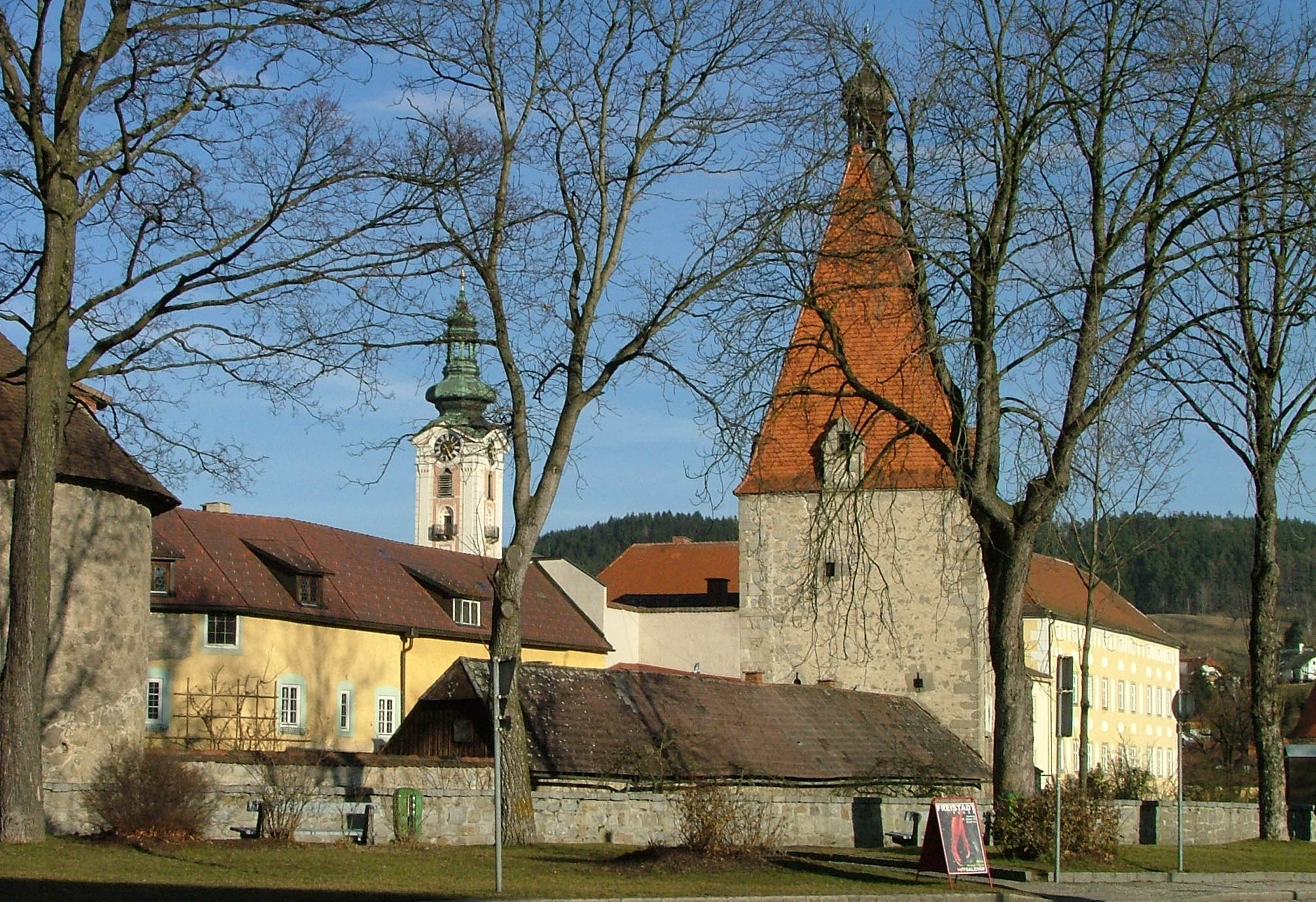
Фрайштадт

## Политическая ситуация
Бургомистр коммуны — Христиан Якс (АНП) по результатам выборов 2003 года.
Совет представителей коммуны (нем. Gemeinderat) состоит из 37 мест.
- АНП занимает 17 мест.
- СДПА занимает 14 мест.
- Партия GUT занимает 4 места.
- АПС занимает 2 места.